# Ghodwadi, Homnabad
Ghodwadi là một làng thuộc tehsil Homnabad, huyện Bidar, bang Karnataka, Ấn Độ.